# Andreas Knebel
Andreas Knebel (ur. 21 czerwca 1960 w Sangerhausen) – wschodnioniemiecki lekkoatleta, sprinter.

## Osiągnięcia
- srebrny medal mistrzostw Europy juniorów (bieg na 400 metrów, Bydgoszcz 1979)
- srebro igrzysk olimpijskich (sztafeta 4 × 400 metrów, Moskwa 1980)
- złoty medal halowych mistrzostw Europy (bieg na 400 metrów, Grenoble 1981)
- srebro mistrzostw Europy (bieg na 400 metrów, Ateny 1982)
- cztery złote medale mistrzostw NRD w biegu na 400 metrów (stadion: 1981, 1982 i hala: 1981, 1984)

## Rekordy życiowe
- bieg na 400 metrów – 45,29 (1982)
- bieg na 400 m (hala) – 46,52 (1981)